# Duello nell'Atlantico
Duello nell'Atlantico (The Enemy Below) è un film del 1957 diretto da Dick Powell, con Robert Mitchum, Curd Jürgens, Theodore Bikel e David Hedison: girato nel Pacifico, nei pressi delle Hawaii, è tratto da un romanzo del comandante Denys Rayner.
Per questo film, Walter Rossi (non accreditato) vinse l'Oscar per i migliori effetti speciali nel 1958.

## Trama
Atlantico meridionale, 1943, durante la seconda guerra mondiale un cacciatorpediniere americano, comandato dal capitano Murrell, intercetta un U-Boot tedesco, comandato dal comandante von Stolberg. Entrambi sono dotati di forte personalità, di intelligenza e di esperienza e godono della stima e del rispetto dei rispettivi equipaggi: l'americano, dopo un'iniziale diffidenza, vista la sua provenienza dalla marina mercantile, ed il tedesco, veterano della prima guerra mondiale, disilluso sulla politica della Germania, che ha già perso i suoi due figli durante il conflitto.
I due si sfideranno in un lungo inseguimento, divenendo vicendevolmente preda e cacciatore, fino a quando, grazie allo sfruttamento di due rispettivi errori, le due navi affonderanno ma il capitano Murrell, in ossequio al rispetto reciproco nato durante la battaglia, lancerà la cima al comandante tedesco salvandogli la vita.

## Citazioni e riferimenti
- Nella serie Classica di Star Trek, nell'episodio La navicella invisibile, viene riproposta la stessa situazione del film Duello nell'Atlantico, con un Capitano Romulano che tenta in ogni modo di occultarsi dall'Enterprise e di riprendere la sua rotta, identica a quella del film (1-4-0).
- La canzone cantata dai sommergibilisti tedeschi non è una canzone nazista ma la Dessauer Marsch che è stata scritta verso il 1705. Il testo in inglese per il film è stato scritto dal compositore Charles E. Henderson (1907–1970).[1]

## Riconoscimenti
- Premi Oscar 1958
  - Migliori effetti speciali (Walter Rossi)

Nel 1957 il National Board of Review of Motion Pictures l'ha inserito nella lista dei migliori dieci film dell'anno.